# Mode avion (film, 2020)
Pour les articles homonymes, voir Mode avion (homonymie).
Pour plus de détails, voir Fiche technique et Distribution.
Mode avion (Modo Avião) est un film brésilien réalisé par César Rodrigues, sorti en 2020.

## Synopsis
Ana, quitte sa vocation après des études en mode pour devenir influenceuse pour une grande marque.

## Fiche technique
- Titre : Mode avion
- Titre original : Modo Avião
- Réalisation : César Rodrigues
- Scénario : Alice Name Bomtempo, Alberto Bremer, Jonathan Davis et Renato Fagundes
- Musique : Fabiano Krieger et Lucas Marcier
- Photographie : José Roberto Eliezer
- Montage : Eduardo Hartung
- Production : Luiz Noronha
- Société de production : A Fabrica et Edge Films
- Pays de production :  Brésil et  Mexique
- Genre : Comédie dramatique et romance
- Durée : 96 minutes
- Dates de sortie : 
  - Netflix : 23 janvier 2020

## Distribution
- Larissa Manoela : Ana
- Erasmo Carlos : Germano
- Katiuscia Canoro : Carola
- André Luiz Frambach : João
- Michel Bercovitch : Inácio
- Sílvia Lourenço : Laura
- Mariana Amâncio : Rebeca
- Dani Ornellas : Antônia
- Nayobe Nzainab : Julia
- Phellyx Moura : Fausto
- Eike Duarte : Gil
- Amanda Kwamme : Mara
- Helga Nemeczyk : Vitoria
- Victória Maranho : Clara

## Production
La production du film a été annoncée en avril 2019 lors du Rio2C.